# Сеноманські богатирі
Сенома́нські богатирі́ — геоморфологічне утворення, геологічна пам'ятка природи місцевого значення в Україні. Розташована на північ від села Лисичники Заліщицької міської громади Чортківського району Тернопільської області, на вершині правого схилу долини річки Серет (Касперівське водосховище).
Площа 2 га. Оголошені об'єктом природно-заповідного фонду рішенням виконкому Тернопільської обласної ради № 131 від 14 березня 1977 року. Перебуває у віданні Заліщицької міської громади.
Під охороною — стовпоподібні мальовничі скелі заввишки 7-8 м і завширшки в основі 5-6 м, складені вапняками сеноманського ярусу (верхня крейда). Схил навколо них вкритий трав'янистою рослинністю, серед якої є рідкісні види. Мають науково-пізнавальну та естетичну цінність.
У 2010 р. увійшов до складу національного природного парку «Дністровський каньйон».